# Alberto Cavalcanti
Alberto de Almeida Cavalcanti (Rio de Janeiro, 6 de fevereiro de 1897 – Paris, 23 de agosto de 1982) foi um diretor, roteirista, produtor cinematográfico e cenógrafo brasileiro.

## Vida
Alberto de Almeida Cavalcanti projetou cenários para cineastas experimentais franceses na década de 20 e dirigiu seu primeiro filme em 1925. Mudou-se para a Inglaterra em 1934, fazendo documentários e, depois, filmes influenciados por documentários nos Estúdios Ealing.
Em 1949, retorna ao Brasil e ajuda a organizar a Companhia Cinematográfica Vera Cruz (em São Bernardo do Campo, SP), sendo convidado a tornar-se o produtor-geral da empresa. Em novembro do mesmo ano, vai à Europa e contrata vários técnicos para virem trabalhar na companhia. Na volta, roteiriza e produz os dois primeiros filmes da empresa, "Caiçara" (1950) e "Terra É Sempre Terra" (1951), e produz, até o meio, "Ângela" (1951). Por causa de desentendimentos com Franco Zampari, Cavalcanti abandona a Vera Cruz em 1951.
Fora dos estúdios de São Bernardo, dedica-se à elaboração de um anteprojeto para o Instituto Nacional de Cinema, a pedido do então presidente Getúlio Vargas.
Na Cinematográfica Maristela (em São Paulo), o cineasta dirige "Simão, o Caolho" (1952). No final do ano de 1952, Alberto Cavalcanti e mais um grupo de capitalistas compram a Maristela, a qual muda de nome para Kino Filmes e passa a ter como diretor-geral, Cavalcanti. Nesta nova empresa, ele realiza as obras "O Canto do Mar" (1953) - refilmagem, no Recife, do europeu "En Rade" (1927) - e "Mulher de Verdade" (1954), dois grandes fracassos. Por não ter como continuar pagando as prestações, a Kino é devolvida aos antigos proprietários em 1954.
Com o fim da Kino, ele vai trabalhar na TV Record e depois estreia, no Brasil, como diretor teatral. Em dezembro de 1954, Cavalcanti parte para a Europa, contratado por um estúdio austríaco.

## Filmografia
- 1925 - Le Train Sans Yeux
- 1926 - Rien que les Heures
- 1927 - En Rade
- 1927 - Yvette
- 1929 - La Jalousie du Barbouille (curta-metragem)
- 1929 - La P'tite Lilie (curta-metragem)
- 1929 - Le Capitaine Fracasse
- 1929 - Le Petit Chaperon rouge
- 1929 - Vous Verrez la Semaine Prochaine
- 1930 - Toute sa Vie
- 1930 - A Canção do Berço (Portugal)
- 1931 - Dans Une Ile Perdue
- 1931 - Les Vacances du Diable
- 1931 - A Mi-Chemin du Ciel
- 1932 - En Lisant le Journal (curta-metragem)
- 1932 - Le Jour du Frotteur (curta-metragem)
- 1932 - Nous ne Ferons Jamais le Cinema (curta-metragem)
- 1932 - Revue Montmartroise (curta-metragem)
- 1932 - Tour de Chant (curta-metragem)
- 1933 - Coralie et Cie
- 1933 - Le Mari Garçon
- 1933 - Plaisirs Defendus (curta-metragem)
- 1934 - New Rates (curta-metragem)
- 1934 - Pett and Pott (curta-metragem)
- 1934 - SOS Radio Service (curta-metragem)
- 1936 - Coal Face (curta-metragem)
- 1936 - Message from Geneva (curta-metragem)
- 1937 - The Line to Tschierva Hut
- 1937 - We Live in Two Worlds (curta-metragem)
- 1937 - Who Writes to Switzerland
- 1938 - Four Barriers (curta-metragem)
- 1939 - The First Days (documentário)
- 1939 - Men of the Alps (curta-metragem)
- 1939 - Midsummer Day's Work (curta-metragem)
- 1941 - Yellow Caesar (curta-metragem)
- 1941 - Young Veteran (curta-metragem)
- 1942 - Went the day well?,[5] no Brasil: 48 horas
- 1942 - Alice in Switzerland (curta-metragem)
- 1942 - Film and Reality
- 1943 - Watertight (curta-metragem)
- 1944 - Champagne Charlie
- 1945 - Dead of Night
- 1947 - Nicholas Nickleby
- 1947 - They Made me a Fugitive
- 1948 - Affairs of a Rogue
- 1949 - For them that Trespass
- 1952 - Simão, o Caolho
- 1953 - O Canto do Mar
- 1954 - Mulher de Verdade
- 1955 - Herr Puntila und Sein Knecht Matti
- 1957 - Castle in the Carpathians
- 1958 - La Prima Notte
- 1960 - The Monster of Highgate Pond
- 1967 - Thus Spake Theodor Herzl
- 1976 - Um Homem e o Cinema